# Chemnitz-Furth
Furth, am 1. Juli 1913 eingemeindet, ist ein nördlich gelegener Ortsteil von Chemnitz, durch den der Fluss Chemnitz fließt. Der Ortsteil ist reich an Industrieanlagen, so befinden sich u. a. an der Blankenburgstraße das Heizkraftwerk Chemnitz-Nord und der Abfallentsorgungsbetrieb ASR. Die Stadtwerke und Envia Mitteldeutsche Energie befinden sich an der Chemnitztalstraße.
Angrenzende Stadtteile sind (von Norden im Uhrzeigersinn) Glösa, Ebersdorf, Zentrum, Schloßchemnitz und Borna. Die Gemarkungsgrenze bildet im Süden und Westen die Eisenbahnstrecke nach Rochlitz, im Osten die Eisenbahnstrecke nach Riesa.

## Geschichte
Furth wurde 1338 (Forth), erneut 1402 (Furt), erstmals urkundlich erwähnt. Der Name deutet auf eine Furt hin, durch die der Chemnitzfluss fließt. Westlich des Chemnitzflusses befanden sich die Fischteiche des Chemnitzer Benediktinerklosters, daran erinnert heute noch der Damm- und der Fischweg. Furth gehörte ursprünglich zur Herrschaft Blankenau, die 1338 an das Kloster Chemnitz kam und nach dessen Auflösung im Amt Chemnitz aufging.
An der Blankenauer Straße lag nördlich der beiden Eisenbahnbrücken ein ehemaliges Landgut („Die Scheibe“). Es war seinerzeit das größte Landgut (53,9 ha) innerhalb der alten Stadtgrenzen. Es gehörte von 1841 bis 1843 der Interessengruppe „Comitee der erzgebirgischen Eisenbahn“, das den Bau der ersten Eisenbahn nach Chemnitz initiierte. Bis zum Zweiten Weltkrieg diente es als Ausflugsziel mit Gasthof und Tiergarten. Heute befindet sich an dieser Stelle eine Tankstelle.

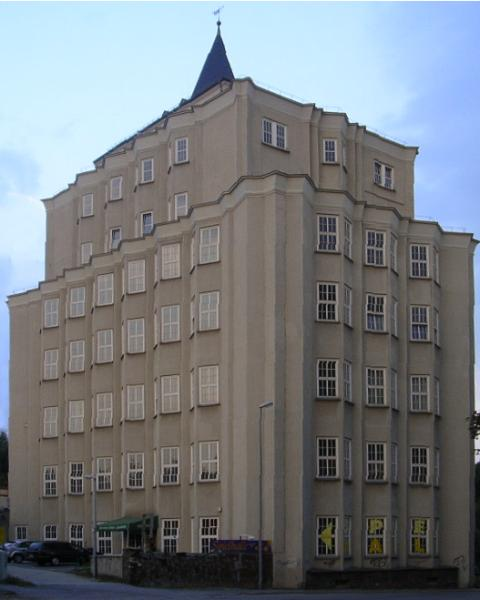
Ehem. Cammann-Weberei – ältestes Hochhaus der Stadt Chemnitz (Cammann-Hochhaus)

Die Möbelstoff-Weberei „Cammann & Co. AG“ ließ nördlich dieses Gasthofes von 1923 bis 1925 das erste Chemnitzer Hochhaus nach einem Entwurf des Architekten Willy Schönefeld errichten. Dieses 40 m hohe, achtgeschossige Gebäude befindet sich in der Blankenauer Straße 74 und wird heute unter anderem von der Firma Agilion als Bürogebäude genutzt.

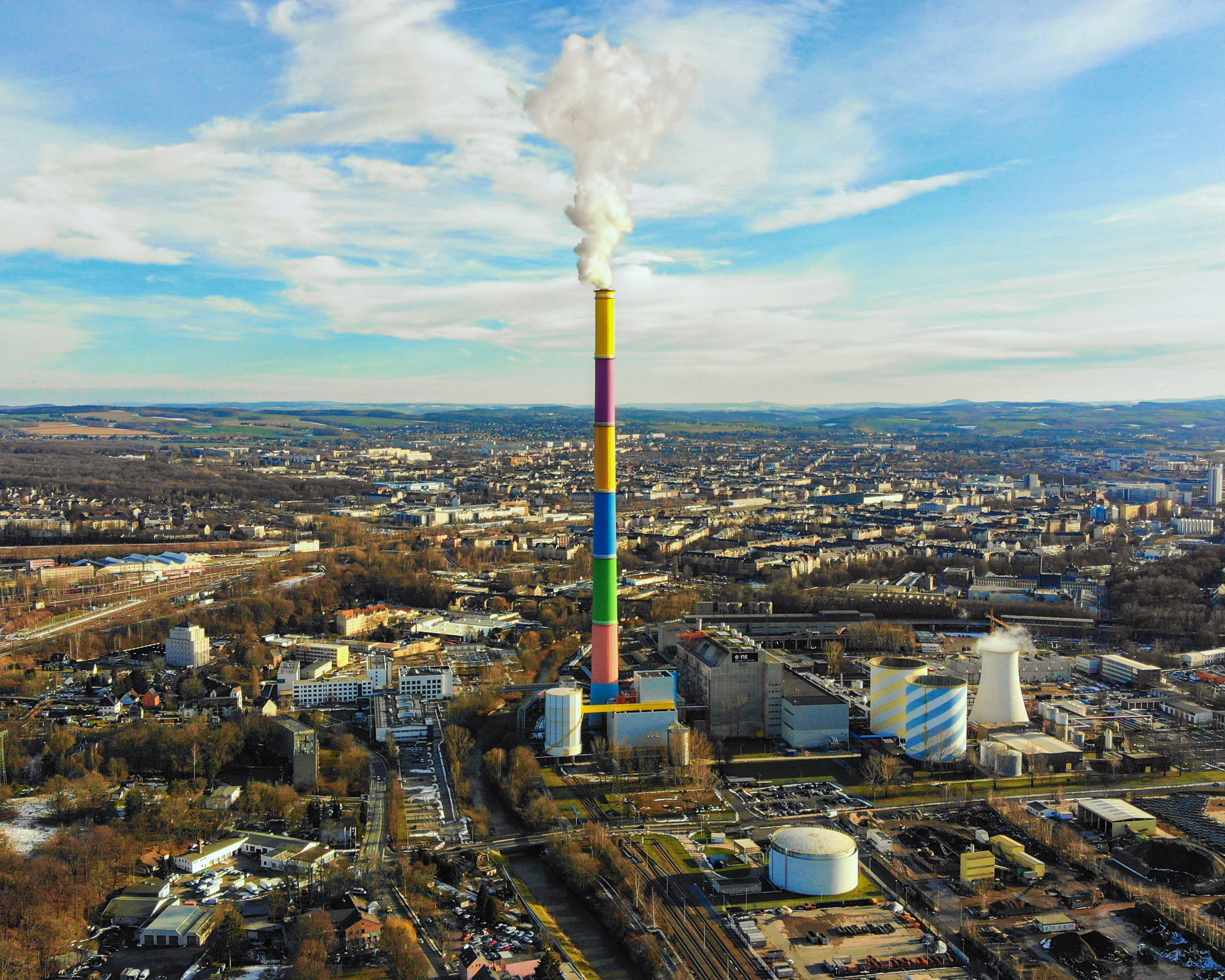
Das Heizkraftwerk Chemnitz-Nord liegt zentral im Stadtteil Furth. Blick Richtung Süden, im Bildhintergrund schließen sich Schloßchemnitz und das Zentrum an.

Auch in Furth begann im frühen 19. Jahrhundert die Industrialisierung. So gründete z. B. J. C. Irmscher 1812 eine Maschinenspinnerei, die in den 1950er Jahren für die Verbreiterung der Chemnitztalstraße weichen musste.

## Verkehr
Durch Furth führt die B 107 (Chemnitztalstraße). Mit den Buslinien 22 und 23 ist Furth mit dem Stadtzentrum verbunden. Bis 1972 führte noch die eingleisige Straßenbahnlinie 7 bis zum Further Trift.
Auf Further Gemarkung liegen große Teile des Bahnhofs Küchwald, in dem die Bahnstrecken Küchwald–Obergrüna und Küchwald–Wechselburg von der Hauptbahn Chemnitz–Neukieritzsch abzweigten. Die Gleisanlagen dienen heute hauptsächlich dem Güterverkehr zum und vom Heizkraftwerk. Seit dem 5. Dezember 2018 halten auch die Bahnen der Linie C13 der City-Bahn Chemnitz im Bahnhof Küchwald.